# Demonic (film, 2021)
Pour les articles homonymes, voir Demonic.
Pour plus de détails, voir Fiche technique et Distribution.
Demonic est un film canadien réalisé par Neill Blomkamp et sorti en 2021.

## Synopsis
La fille d'une tueuse de masse participe à une expérience hors du commun. En effet, un scientifique a mis au point une technologie expérimentale et veut la tester avec la jeune femme. Celle-ci va ainsi communiquer avec sa mère, aujourd'hui dans le coma. Cette expérience ne va pas se passer comme prévu et va réveiller les démons du passé.

## Fiche technique
Sauf indication contraire, les informations mentionnées dans cette section peuvent être confirmées par les bases de données cinématographiques IMDb et Allociné,  présentes dans la section « Liens externes ».
- Titre original : Demonic
- Titre de travail : Unlocked
- Réalisation et scénario : Neill Blomkamp
- Musique : Ola Strandh
- Décors : Richard K Simpson
- Photographie : Byron Kopman
- Montage : Julian Clarke
- Production : Mike Blomkamp et Neill Blomkamp

Producteur délégué : Alastair Burlingham
- Sociétés de production : AGC Studios et Oats Studios
- Sociétés de distribution : IFC Midnight (États-Unis), Metropolitan Filmexport (France)
- Pays de production :  Canada
- Langue originale : anglais
- Format : couleur
- Genre : horreur, science-fiction, fantastique, thriller
- Durée : 104 minutes
- Dates de sortie :
  - États-Unis : 20 août 2021 (au cinéma), 27 août 2021 (vidéo à la demande)
  - France : 15 septembre 2021 (vidéo à la demande), 20 septembre 2021 (DVD/Blu-ray)

## Distribution
- Carly Pope : Carly
- Chris William Martin : Martin
- Michael J. Rogers : Michael
- Nathalie Boltt : Angela
- Terry Chen : Daniel
- Kandyse McClure : Sam
- Andrea Agur : la caissière

## Production
Après des projets avortés comme Alien 5 ou RoboCop Returns, Neill Blomkamp n'avait plus réalisé de longs métrages depuis Chappie, sorti en 2015. En raison de la pandémie de Covid-19, le cinéaste met de côté son projet The Inferno, avec Taylor Kitsch, pour développer un projet plus intimiste et moins ambitieux. Ce film, initialement intitulé Unlocked, est développé dans le plus grand secret,.
Le tournage débute mi-2020, malgré la pandémie de Covid-19, en Colombie-Britannique au Canada,. Neill Blomkamp retrouve les actrices Carly Pope et Nathalie Boltt, qu'il avait respectivement dirigées dans Elysium en 2013 et District 9 en 2009.

## Sortie et accueil
Le film est projeté, pour des professionnels uniquement, au marché du film de la Berlinale 2021. IFC Midnight acquiert les droits pour la distribution aux États-Unis. La sortie américaine est prévue pour le 20 août 2021 au cinéma, puis en vidéo à la demande dès le 27 août 2021,.